# Лохвицкий сахарный завод
Лохвицкий сахарный завод (укр. Лохвицький цукровий завод) — предприятие пищевой промышленности в городе Заводское Лохвицкого района Полтавской области.

## История

### 1929—1991 годы
Сталинский сахарный завод был построен в ходе индустриализации в соответствии с первым пятилетним планом развития народного хозяйства СССР. Строительство крупнейшего в СССР предприятия сахарной промышленности началось в сентябре 1928 года.
В 1929 году в эксплуатацию была введена первая очередь, мощности которой позволяли перерабатывать 20 тыс. центнеров сахарной свёклы в сутки. Одновременно с заводом строился рабочий посёлок (жилые дома, школа, клуб, столовая и магазин), в 1929 году был построен заводской Дом культуры, . Кроме того, строительство предприятия ускорило электрификацию соседних сёл.
В 1930 году в результате объединения сахарного завода с местным совхозом был создан Лохвицкий сахарный комбинат при котором была создана МТС. В 1931 году в заводском посёлке был открыт техникум, начавший подготовку кадров для комбината и других предприятий.
В 1937 году производственные мощности комбината были увеличены до 36 тыс. центнеров сахарной свёклы в сутки.
Во время Великой Отечественной войны часть оборудования была эвакуирована, но комбинат серьёзно пострадал в ходе боевых действий и немецкой оккупации, часть оборудования была вывезена немцами. В 1943—1945 гг. комбинат был восстановлен и осенью 1945 года возобновил работу.
В соответствии с четвёртым пятилетним планом восстановления и развития народного хозяйства СССР и в следующие послевоенные годы предприятие было расширено и реконструировано, производственные процессы были механизированы. В 1949 году был восстановлен довоенный уровень производства.
В 1959 - 1965 гг. была проведена следующая реконструкция завода, после окончания которой в 1965 году перерабатывающие мощности комбината были увеличены до 9,7 тыс. центнеров свеклы в сутки, а себестоимость производства сахара снижена.
В 1966 году комбинат был награждён орденом Ленина, в течение 1967 года он оставался самым мощным предприятием сахарной промышленности СССР (производственные мощности обеспечивали возможность производства 1,2 млн. тонн сахара в год).
В 1979 году производственные мощности комбината перерабатывали 93,3 тыс. центнеров сахарной свёклы в сутки. К началу 1980х годов комбинат входил в число ведущих предприятий сахарной промышленности СССР, его продукцией являлись сахар-песок, сушёный и свежий жом, а также кормовая патока.
В 1991 году комбинат переработал 1250 тыс. тонн сырья и произвёл 150 тыс. тонн сахара, что стало рекордным показателем за весь период деятельности предприятия.

### После 1991 года
После провозглашения независимости Украины комбинат стал самым мощным предприятием сахарной промышленности на территории Украины и был передан в ведение министерства сельского хозяйства и продовольствия Украины. В 1996 году государственное предприятие было преобразовано в открытое акционерное общество.
В 1990е годы положение завода осложнилось, объёмы производства снизились. Часть помещений завода была сдана в аренду, в одном из заводских помещений после закрытия признанного аварийным здания Червонозаводской общеобразовательной школы № 1 была размещена городская школа (в 2006—2007 учебном году в ней обучались 323 ученика).
В 2005 году завод произвел 20,2 тыс. тонн сахара общей стоимостью 59,6 млн. гривен и завершил 2005 год с чистой прибылью 13,5 тыс. гривен.
Летом 2006 года собственником завода стало ООО «Райз-Сахар» (дочерняя компания агропромышленного холдинга ЗАО «Райз»).
11 сентября 2007 года хозяйственный суд Полтавской области признал завод банкротом, в октябре 2007 года были начаты ликвидационные процедуры.
Поскольку для возобновления производственного цикла требовались стабильные поставки сырья, ЗАО «Райз» было принято решение о создании хозяйств-поставщиков сахарной свёклы на территории Полтавской и Сумской областей, общая площадь посевных площадей которых составила 16,2 тыс. гектаров, для хранения урожая которых использовали три пункта хранения. Кроме того, завод был отремонтирован, ремонт и замена части оборудования позволили снизить энергопотребление.
В октябре 2009 года производственные мощности завода обеспечивали возможность перерабатывать свыше 85 тыс. центнеров сахарной свёклы и вырабатывать 1200—1300 тонн сахара в сутки.
В 2010 году завод принял на переработку 549 тыс. тонн сахарной свёклы, переработал 535 тыс. тонн сахарной свёклы, произвёл 76,1 тыс. тонн сахара, 21 тыс. тонн мелассы и 11,5 тыс. тонн сухого и гранулированного жома.
Работы по реконструкции производственных мощностей завода выполнила компания «НТ-Пром». К концу 2011 года общая сумма инвестиций в ремонт и переоборудование завода составила 200 млн гривен (был построен жомосушильный комплекс с цехом гранулирования, модернизированы вакуумные котлы, автоматизированы линии фильтрации сока и обновлены паровые котлы).
В мае 2013 года завод остановил работу, в 2015 году он был законсервирован.